# شركة أسمنت العربية
شركة الاسمنت العربية هي شركة مساهمة سعودية، مقرها الرئيسي مدينة جدة، وتأسست في المملكة العربية السعودية بتاريخ الرابع عشر من رمضان عام 1376 هـ الموافق الثالث عشر من أبريل عام 1957، وفي عام 1426 هـ الموافق 2005 وافقت الجمعية العامة غير العادية للشركة على تعديل اسم الشركة من شركة الاسمنت العربية المحدودة إلى شركة أسمنت العربية.

## مصانع الشركة
- المصنع الأول : كان مصنع إسمنت جدة باكورة مصانع الشركة وكان في عام 1960، بطاقه إنتاجية 300 طـن كلينكر و100 طـن من النورة يومـيا، ومن بعد ذلك توالت التوسعات حيث أرتفع إنتاج المصنع إلى 1000 طـن كلينكر عام 1968، ثـم إلى 2000 طـن كلينكر في اليـوم عام 1974.
- المصنع الثاني : تم اختيار مدينة رابغ لتكون موقعا للمصـنع الجديد نظـراً لتوفر مادة الحجـر الجـيري، وقـرب وسـهولة الوصـول إلي الأسـواق الكـبرى في مدن مكة المكرمة وجدة والمدينة المنورة والطائف، حيث تـم افتتاح المصنع الجديد عام 1984 بطاقة 4000 طـن يوميا من مادة الكلينكر، والذي وصلت طاقتها إلى 4400 طـن يوميا. تم توسعة المصنع بزيادة خطوط الإنتاج في أواخر عام 1993، وذلك بإنشاء مصنع جديد لإنتاج الكلينكر بطاقه إنتاجيه 4000 طـن يوميا، حـيث تـم افتتاح المصنع في عام 1997.[3]
- مصنع اسمنت القطرانة: يقع المصنع في الإردن، وتبلغ بنسبه ملكية اسمنت العربية 86٪.